# Obi Toppin
Obadiah Richard Toppin, né le 4 mars 1998 à Brooklyn dans l'État de New York, est un joueur américain de basket-ball évoluant au poste d'ailier fort.

## Biographie

### Knicks de New York (2020-2023)
Il joue pendant deux saisons avec les Flyers de Dayton en université, à la fin de sa deuxième saison qui est prématurément arrêtée, il se présente à la draft 2020. Toppin est sélectionné en 8e position par les Knicks de New York.
Le 10 avril 2022, il réalise son record en carrière en inscrivant 42 points face aux Raptors de Toronto.

### Pacers de l'Indiana (depuis 2023)
En juillet 2023, il est transféré vers les Pacers de l'Indiana contre deux seconds tours de draft.
Lors de la saison 2023/2024 il joue l'intégralité des 82 matchs de la saison régulière de NBA. 
Le 7 décembre 2024, il dépasse la barre des 1.000 rebonds en carrière. 

## Palmarès

### NBA
- Vainqueur de la conférence EST en 2025 avec les Indiana Pacers.
- Vainqueur du Slam Dunk Contest en 2022

### Universitaire
- National College Player of the Year (2020)
- Consensus first-team All-American (2020)
- Karl Malone Award (2020)
- Atlantic 10 Player of the Year (2020)
- 2× First-team All-Atlantic 10 (2019, 2020)
- Atlantic 10 Rookie of the Year (2019)

## Statistiques

### Universitaires
Les statistiques d'Obi Toppin en matchs universitaires sont les suivantes :
| Saison    | Équipe   | Matchs | Titul. | Min./m | % Tir | % 3pts | % LF | Rbds/m. | Pass/m. | Int/m. | Ctr/m. | Pts/m. |
| --------- | -------- | ------ | ------ | ------ | ----- | ------ | ---- | ------- | ------- | ------ | ------ | ------ |
| 2018-2019 | Dayton   | 33     | 15     | 26,5   | 66,6  | 52,4   | 71,3 | 5,60    | 1,80    | 0,60   | 0,80   | 14,40  |
| 2019-2020 | Dayton   | 31     | 31     | 31,6   | 63,3  | 39,0   | 70,2 | 7,50    | 2,20    | 1,00   | 1,20   | 20,00  |
| Carrière  | Carrière | 64     | 46     | 29,0   | 64,7  | 41,7   | 70,6 | 6,60    | 2,00    | 0,80   | 1,00   | 17,10  |

### Professionnelles

#### Saison régulière
| Saison    | Équipe   | Matchs | Titul. | Min./m | % Tir | % 3pts | % LF | Rbds/m. | Pass/m. | Int/m. | Ctr/m. | Pts/m. |
| --------- | -------- | ------ | ------ | ------ | ----- | ------ | ---- | ------- | ------- | ------ | ------ | ------ |
| 2020-2021 | New York | 62     | 0      | 11,0   | 49,8  | 30,6   | 73,1 | 2,23    | 0,47    | 0,27   | 0,24   | 4,08   |
| 2021-2022 | New York | 72     | 1      | 17,1   | 53,1  | 30,8   | 75,8 | 3,72    | 1,07    | 0,35   | 0,46   | 9,00   |
| 2022-2023 | New York | 67     | 5      | 15,7   | 44,6  | 34,4   | 80,9 | 2,79    | 0,99    | 0,34   | 0,18   | 7,42   |
| 2023-2024 | Indiana  | 82     | 28     | 21,1   | 57,3  | 40,3   | 77,0 | 3,90    | 1,56    | 0,57   | 0,52   | 10,28  |
| 2024-2025 | Indiana  | 79     | 4      | 19,6   | 52,6  | 36,5   | 78,1 | 4,03    | 1,62    | 0,58   | 0,35   | 10,54  |
| Carrière  | Carrière | 362    | 47     | 17,2   | 52,3  | 35,5   | 77,1 | 3,40    | 1,18    | 0,44   | 0,36   | 8,49   |

#### Playoffs
| Saison   | Équipe   | Matchs | Titul. | Min./m | % Tir | % 3pts | % LF | Rbds/m. | Pass/m. | Int/m. | Ctr/m. | Pts/m. |
| -------- | -------- | ------ | ------ | ------ | ----- | ------ | ---- | ------- | ------- | ------ | ------ | ------ |
| 2021     | New York | 5      | 0      | 13,0   | 52,2  | 33,3   | 83,3 | 2,60    | 0,40    | 0,00   | 0,20   | 6,40   |
| 2023     | New York | 11     | 1      | 15,9   | 42,9  | 30,2   | 80,0 | 3,54    | 0,64    | 0,73   | 0,27   | 7,00   |
| 2024     | Indiana  | 17     | 0      | 20,2   | 54,1  | 35,7   | 76,0 | 4,41    | 1,71    | 0,35   | 0,35   | 10,88  |
| Carrière | Carrière | 33     | 1      | 17,7   | 50,4  | 33,5   | 77,7 | 3,85    | 1,15    | 0,42   | 0,30   | 8,97   |

## Records sur une rencontre en NBA
Les records personnels d'Obi Toppin en NBA sont les suivants, :
| Type de statistique        | Saison régulière | Saison régulière            | Saison régulière | Playoffs | Playoffs               | Playoffs      |
| Type de statistique        | Record           | Adversaire                  | Date             | Record   | Adversaire             | Date          |
| -------------------------- | ---------------- | --------------------------- | ---------------- | -------- | ---------------------- | ------------- |
| Points                     | 42               | Raptors de Toronto          | 10 avril 2022    | 21       | Bucks de Milwaukee     | 2 mai 2024    |
| Paniers marqués            | 16               | Raptors de Toronto          | 10 avril 2022    | 8        | Bucks de Milwaukee     | 2 mai 2024    |
| Paniers tentés             | 28               | Raptors de Toronto          | 10 avril 2022    | 15       | 2 fois                 | 2 fois        |
| Paniers à 3 points réussis | 7                | Timberwolves du Minnesota   | 17 mars 2025     | 4        | 2 fois                 | 2 fois        |
| Paniers à 3 points tentés  | 14               | Raptors de Toronto          | 10 avril 2022    | 11       | Heat de Miami          | 30 avril 2023 |
| Lancers francs réussis     | 9                | Cavaliers de Cleveland      | 2 avril 2022     | 4        | 2 fois                 | 2 fois        |
| Lancers francs tentés      | 9                | Cavaliers de Cleveland      | 2 avril 2022     | 5        | @ Knicks de New York   | 8 mai 2024    |
| Rebonds offensifs          | 6                | Suns de Phoenix             | 26 janvier 2024  | 5        | Cavaliers de Cleveland | 23 avril 2023 |
| Rebonds défensifs          | 11               | @ Bulls de Chicago          | 28 décembre 2023 | 8        | Heat de Miami          | 30 avril 2023 |
| Rebonds totaux             | 12               | @ Bulls de Chicago          | 28 décembre 2023 | 8        | 4 fois                 | 4 fois        |
| Passes décisives           | 6                | 6 fois                      | 6 fois           | 4        | 2 fois                 | 2 fois        |
| Interceptions              | 4                | @ Timberwolves du Minnesota | 7 novembre 2022  | 4        | Cavaliers de Cleveland | 21 avril 2023 |
| Contres                    | 4                | @ Heat de Miami             | 2 décembre 2023  | 1        | 10 fois                | 10 fois       |
| Balles perdues             | 4                | @ Pacers de l'Indiana       | 5 avril 2023     | 3        | 2 fois                 | 2 fois        |
| Minutes jouées             | 45               | @ Raptors de Toronto        | 2 janvier 2022   | 31       | Heat de Miami          | 30 avril 2023 |

- Double-double : 5
- Triple-double : 0

Dernière mise à jour : 17 mars 2025